# 燕岗站 (广州市)
燕崗站是广州地铁11号线和广佛地铁其中一個换乘車站，位於中國广东省广州市海珠区工業大道泉塘路口的地底，因位處燕子崗附近而得名。本站於2015年12月28日随广佛地铁西塱至燕岗段通车而啟用，2024年12月28日随广州地铁11号线通车而成为换乘车站。

## 車站結構
燕崗站分为两个站体：位于泉塘路下方的11号线站体和位于工业大道中下方的广佛线站体。车站周边为工業大道中、泉塘路、广纸路、江燕路、保利海棠花園等邻近建筑。

### 11号线站体
11号线站体全长230.4m，标准段宽22.9m，基坑开挖深度27.56m。共设有3層，地面為车站各出入口，地下一層為站廳，地下二层为设备区及站体中部的缓冲平台，地下三層為11号线月台。
| 地下一层 | 换乘通道                   | 前往 █广佛线                             |  |  |
|          | 11号线站廳                 | 售票機、客服中心、商店、警务室、安检设施 |  |  |
| 地下二层 | 缓冲平台                   | 来往站厅及站台（中部扶梯） 车站设备      |  |  |
| 地下三层 | 4 站台                     | █11号线 内环方向（下站：棣园）           |  |  |
|          | 岛式站台（卫生间、母婴室） |                                          |  |  |
|          | 3 站台                     | █11号线 外环方向（下站：江泰路）         |  |  |

### 广佛线站体
广佛线站体共有2層，地面為车站各出入口；地下一層為站廳；地下二層為廣佛线月台。
| 地下一层 | 广佛线站厅         | 售票機、客服中心、商店、警务室、安检设施 经换乘通道前往 █11号线 |  |  |
| 地下二层 | 2 站台             | █广佛线 新城東方向（下站：沙園）                                |  |  |
|          | 岛式站台（卫生间） |                                                                 |  |  |
|          | 1 站台             | █广佛线 沥滘方向（下站：石溪）                                  |  |  |

### 站厅及换乘
燕岗站站厅目前分为11号线部分和广佛线两个部分，均位于地下一层，两个站厅的付费区和非付费区均有通道连接，其中非付费区通道连接至广佛线站厅D出入口通道处。为方便行人进出及换乘，广佛线站厅北侧，11号线站厅中央以南位置被划分为收费区。
11号线站厅付费区内设有三组各2条扶手电梯直连至11号线站台，而站厅中部的一组2条扶手电梯则连接至转换层并接驳同层的2条连接11号线站台的扶手电梯，此外另设有一台专用电梯和楼梯连接11号线站台。广佛线站厅付费区内则设有一台专用电梯、三條扶手电梯以及一組楼梯连接广佛线月台。
11号线和广佛线站厅均設有自动售票機及智能客務中心。其中广佛线站厅設有便利店等商店。以及自助照相机等设施。
- 11号线站厅
- 付费区内的换乘通道
- 广佛线站厅

### 月台
燕岗站11号线和广佛线各自设有一个岛式月台，11号线站台位于泉塘路的地底；广佛线站台位于工業大道中的地底，其中广佛线在上层，11号线在下层。
11号线和广佛线站台均设有卫生间，其中广佛线设于往石溪方向的一端，11号线设于往江泰路方向的一端，除此之外，11号线另在卫生间附近设置母婴室。
另外，本站廣佛线站台以南設有一條存車線。燕崗站启用初期作為廣佛線終點站時，会利用該存車線折返所有列車，同时來往石溪站的雙方向隧道均已經貫通並已鋪軌，在本站作為廣佛線終點站時，這兩段隧道暫作存車線使用。隨著广佛线本站至瀝滘的一段開通，相關隧道已經成為本站至石溪站的正線行駛路段。

### 出入口
燕岗站目前设有4个出入口供乘客进出，车站启用时设有B、D两个出入口，11号线开通后新增E、F及H出入口，其中E出入口因外部施工而暂缓开通。
|                                                     |                                                           |      |            | |
|                                                     |                                                           |      |            | |
| 编号                                                | 设施                                                      | 照片 | 出口指示   | 建议前往的目的地 |
| 11号线站廳                                          |                                                           |      |            | |
| F                                                   | 扶手电梯标志                                              |      | 泉塘路     | |
| H                                                   | 盲道标志 · 扶手电梯标志                                   |      | 工业大道中 | 泉塘路、纸厂（地铁燕岗站）公交车站（北行①、②号分站） |
| 广佛线站廳                                          |                                                           |      |            | |
| B                                                   | 盲道标志 · 扶手电梯标志                                   |      | 工业大道中 | 广纸路、广纸北一路、南箕路、广州医科大学附属第二医院西院区、纸厂（地铁燕岗站）公交车站（南行）、广纸路公交车站（西行）、保利花园（南石头）公交车站（南行①号分站） |
| D                                                   | 盲道标志 · 无障碍通道标志 · 轮椅升降台标志 · 扶手电梯标志 |      | 工业大道中 | 泉塘路、江燕路、纸厂（地铁燕岗站）公交车站（北行①、②号分站） |
| 註： 設有 \| 設有 \| 設有輪椅升降台 \| 設有扶手電梯 |                                                           |      |            | |

## 接驳交通
燕岗站周边设有紙厂（地铁燕岗站）、保利花园（南石头）以及广纸路等巴士中途站，方便乘客接驳巴士前往目的地。
| 公交 \| 编号 \| 编号 \| 线路 \| 线路 \| 线路 \| 收费 \| 备注 \| \| ---- \| ---- \| ---------------------------- \| ---- \| -------------------- \| ---- \| -------------------------------- \| \| \| 9 \| 中山八路 \| ⇆ \| 沥滘 \| 2元 \| 经内环路、工业大道 \| \| \| 29 \| 南边路 \| ⇆ \| 站南路 \| 2元 \| \| \| \| 31 \| 解放北路（应元路口） \| ⇆ \| 南石西（地铁棣园站） \| 2元 \| \| \| \| 59 \| 广州火车东站 \| ⇆ \| 沥滘 \| 2元 \| \| \| \| 75 \| 侨诚花园 \| ⇆ \| 芳信路（郭村小区） \| 2元 \| \| \| \| 79 \| 洛溪新城（五湖四海渔人码头） \| ⇆ \| 东沙（健康港） \| 2元 \| \| \| \| 86 \| 沥滘路东 \| ⇆ \| 大学城（广工） \| 2元 \| \| \| \| 87 \| 润江南路 \| ⇆ \| 广钢新城（荔勤南路） \| 2元 \| \| \| \| 180 \| 解放北路（应元路口） \| ⇆ \| 南洲路（小洲南路口） \| 2元 \| \| \| \| 220 \| 南箕路 \| ⇆ \| 动物园（先烈中路） \| 2元 \| \| \| \| 221 \| 锦城花园（东风东） \| ⇆ \| 沥滘 \| 2元 \| \| \| \| 230 \| 南边路 \| ⇆ \| 华工大 \| 3元 \| 使用双层巴士运营 \| \| \| 288 \| 祈福新邨 \| ⇆ \| 西华路尾 \| 3元 \| \| \| \| 303 \| 番禺市桥汽车站 \| ⇆ \| 太古仓路 \| 3元 \| \| \| \| 309 \| 大石地铁站 \| ⇆ \| 滘口客运站 \| 3元 \| \| \| \| 469 \| 纸厂 \| ⇆ \| 地铁江泰路站 \| 2元 \| \| \| \| 521 \| 凰岗 \| ⇆ \| 石溪 \| 2元 \| 石溪方向经凤凰新村（宝业路口） \| \| \| 530 \| 沙涌南（凤翔公园） \| ⇆ \| 润江南路 \| 2元 \| \| \| \| 544 \| 纸厂 \| ⇆ \| 广州市儿童公园 \| 2元 \| \| \| \| 583 \| 员村一横路 \| ⇆ \| 芳村西塱 \| 3元 \| \| \| \| 963 \| 革新路（光大花园） \| ↻ \| 纸厂横马路 \| 2元 \| \| \| \| 夜3 \| 凰岗 \| ⇆ \| 石溪 \| 3元 \| 石溪方向经光大花园 521路附属线路 \| \| \| 夜7 \| 广州火车站（草暖公园） \| ⇆ \| 纸厂横马路 \| 3元 \| 31路附属线路 \| \| \| 夜24 \| 白云山制药厂 \| ⇆ \| 紙廠橫馬路 \| 4元 \| 836路附属线路 \| \| \| 夜32 \| 柯子岭（地铁大金钟路站） \| ⇆ \| 鹤洞 \| 3元 \| 544路附属线路 \| \| \| 夜55 \| 广州火车站（草暖公园） \| ⇆ \| 小洲村口 \| 4元 \| \| |      |                              |      |                      |      |                                  |
| 编号 | 编号 | 线路                         | 线路 | 线路                 | 收费 | 备注                             |
| | 9    | 中山八路                     | ⇆    | 沥滘                 | 2元  | 经内环路、工业大道               |
| | 29   | 南边路                       | ⇆    | 站南路               | 2元  |                                  |
| | 31   | 解放北路（应元路口）         | ⇆    | 南石西（地铁棣园站） | 2元  |                                  |
| | 59   | 广州火车东站                 | ⇆    | 沥滘                 | 2元  |                                  |
| | 75   | 侨诚花园                     | ⇆    | 芳信路（郭村小区）   | 2元  |                                  |
| | 79   | 洛溪新城（五湖四海渔人码头） | ⇆    | 东沙（健康港）       | 2元  |                                  |
| | 86   | 沥滘路东                     | ⇆    | 大学城（广工）       | 2元  |                                  |
| | 87   | 润江南路                     | ⇆    | 广钢新城（荔勤南路） | 2元  |                                  |
| | 180  | 解放北路（应元路口）         | ⇆    | 南洲路（小洲南路口） | 2元  |                                  |
| | 220  | 南箕路                       | ⇆    | 动物园（先烈中路）   | 2元  |                                  |
| | 221  | 锦城花园（东风东）           | ⇆    | 沥滘                 | 2元  |                                  |
| | 230  | 南边路                       | ⇆    | 华工大               | 3元  | 使用双层巴士运营                 |
| | 288  | 祈福新邨                     | ⇆    | 西华路尾             | 3元  |                                  |
| | 303  | 番禺市桥汽车站               | ⇆    | 太古仓路             | 3元  |                                  |
| | 309  | 大石地铁站                   | ⇆    | 滘口客运站           | 3元  |                                  |
| | 469  | 纸厂                         | ⇆    | 地铁江泰路站         | 2元  |                                  |
| | 521  | 凰岗                         | ⇆    | 石溪                 | 2元  | 石溪方向经凤凰新村（宝业路口）   |
| | 530  | 沙涌南（凤翔公园）           | ⇆    | 润江南路             | 2元  |                                  |
| | 544  | 纸厂                         | ⇆    | 广州市儿童公园       | 2元  |                                  |
| | 583  | 员村一横路                   | ⇆    | 芳村西塱             | 3元  |                                  |
| | 963  | 革新路（光大花园）           | ↻    | 纸厂横马路           | 2元  |                                  |
| | 夜3  | 凰岗                         | ⇆    | 石溪                 | 3元  | 石溪方向经光大花园 521路附属线路 |
| | 夜7  | 广州火车站（草暖公园）       | ⇆    | 纸厂横马路           | 3元  | 31路附属线路                     |
| | 夜24 | 白云山制药厂                 | ⇆    | 紙廠橫馬路           | 4元  | 836路附属线路                    |
| | 夜32 | 柯子岭（地铁大金钟路站）     | ⇆    | 鹤洞                 | 3元  | 544路附属线路                    |
| | 夜55 | 广州火车站（草暖公园）       | ⇆    | 小洲村口             | 4元  |                                  |

## 歷史
在2003年的地铁规划方案中，工业大道中及南确定为广佛地铁广州段行经的线位，本站作为其中一个中途站出现，位置已与现时大致相同。其后在11号线的規劃中，亦设有命名为燕岗的车站。
两线的車站在当时雖然均命名為燕崗站，但只能在沙涌站換乘。2014年1月公示的11號線環評顯示，兩線在燕子崗的車站在設計中相距較遠，同時不能換乘。不過廣州市規劃局在2014年7月回复市民諮詢时稱，兩線在本站將會設有換乘，廣州市城鄉建設委員會在9月4日發佈的《广州市轨道交通11号线工程建设通告》當中，亦相比環評增加了一個換乘站；车站此后也随线位调整至泉塘路，接近广佛线车站。至此正式確定燕崗站成為廣佛線和11號線的其中一個換乘站。
广佛线车站于2013年12月主体结构封顶，2015年7月1日进入运营调试阶段，同年12月28日开通。受广佛线沥滘站工程受阻影响，本站曾經当时作為廣佛地鐵東端的臨時終點站長達三年。直至2018年12月28日首班車起，廣佛線後通段剩餘段（燕崗至瀝滘）啟用，本站成為廣佛線的中途站。
11号线车站于2020年8月13日实现主体结构封顶，2024年7月30日完成“三权”移交，同年12月28日随11号线开通而启用。

### 运营事件
2022年末疫情期间，本站曾受防控措施影响于11月5日9时至11月30日下午暂停服务；期间为服务成人高考等考试考生，5日及6日的早上9时前仍维持正常服务。